# 高松港

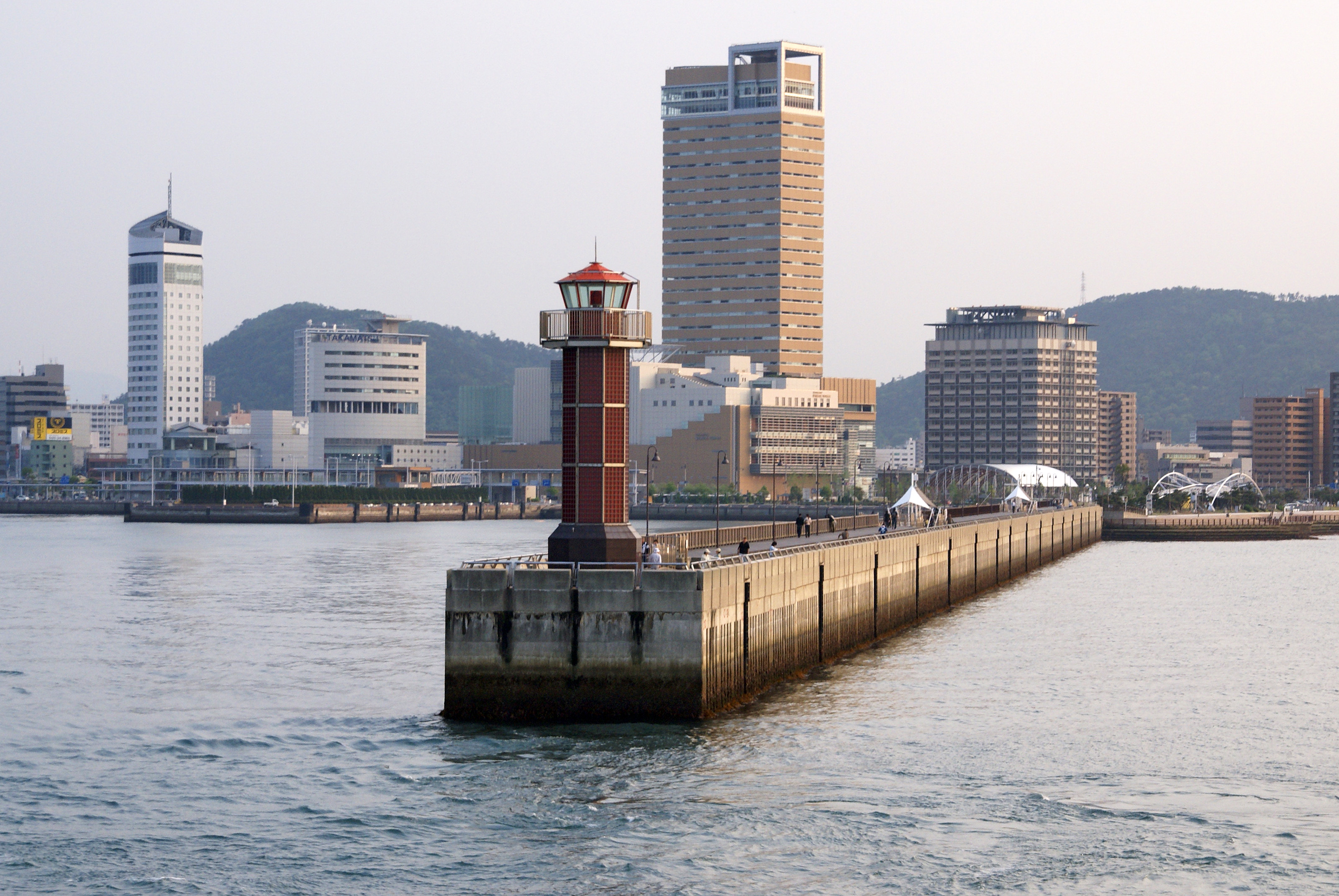

高松港（日语：／ Takamatsu-kou）是一個位於日本香川縣高松市的港灣，管理者是香川縣。在港灣法上被列入重要港灣，在港則法上被指定為特定港。高松港位於備讚瀨戶東部的中央，是連接四國和本州以及直島諸島等離島的海上交通要衝，入港船舶數、渡輪乘客數和渡輪貨物噸數排名日本第二，是日本重要的客運港。高松港的歷史開始於11世紀，自19世紀末期開始改建為近代港灣。

## 外部連結
- 高松港湾管理事務所 （页面存档备份，存于） - 香川県
- 高松港湾・空港整備事務所 （页面存档备份，存于） - 国土交通省四国地方整備局
- サンポート高松 on the Web - 高松観光コンベンション・ビューロー